# Mârșani, Dolj
Mârșani este satul de reședință al comunei cu același nume din județul Dolj, Oltenia, România. Se află în partea de sud a județului,.